# لیک ناسیمینتو (کالیفرنیا)
لیک ناسیمینتو (به انگلیسی: Lake Nacimiento) یک منطقهٔ مسکونی در ایالات متحده آمریکا است که در شهرستان سن لوییز اوبیسپو، کالیفرنیا واقع شده‌است. لیک ناسیمینتو ۲۶٫۶۵۴ کیلومتر مربع مساحت و ۲٬۴۱۱ نفر جمعیت دارد و ۳۰۰ متر بالاتر از سطح دریا واقع شده‌است.